# 彼得·庫克·范·阿爾斯特

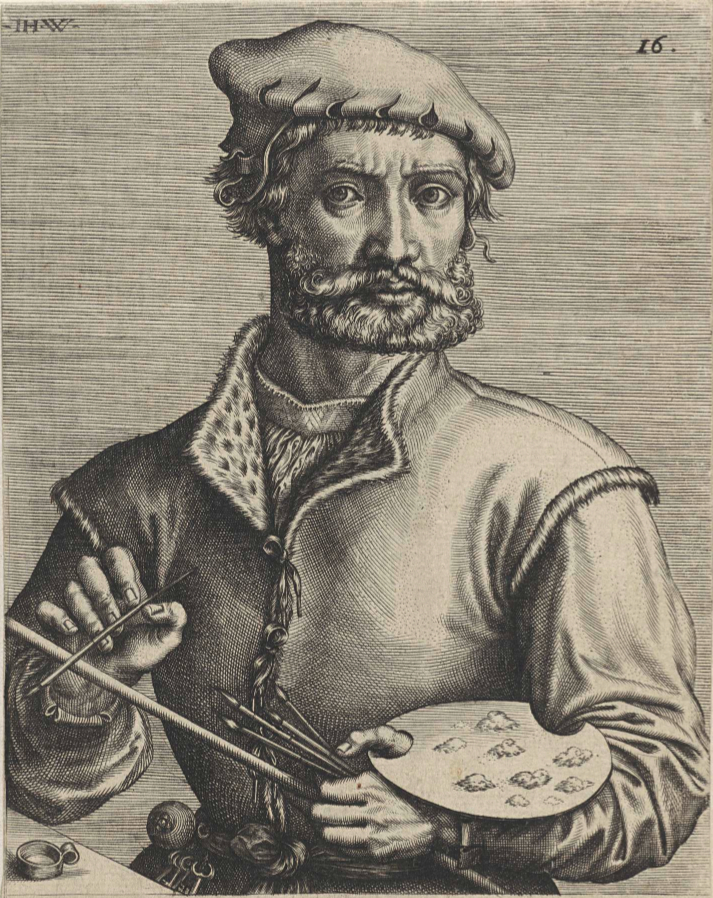
约翰尼斯·威里克斯为彼得·庫克·范·阿爾斯特制作的蚀刻像

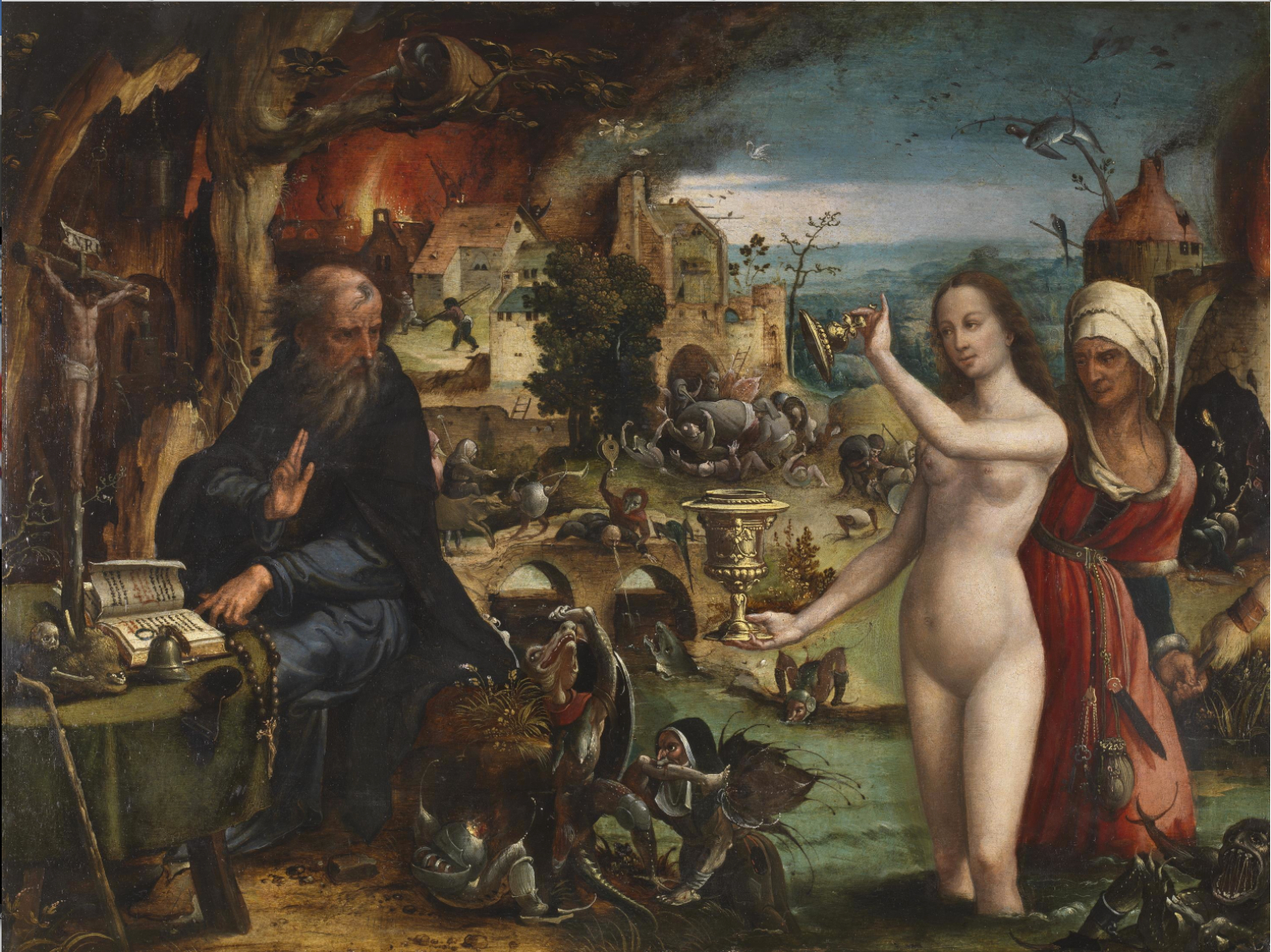
彼得·庫克·范·阿爾斯特作品《聖安東尼的誘惑》，1543年至1550年间完成

彼得·庫克·范·阿爾斯特（Pieter Coecke van Aelst），又稱老彼得·庫克·范·阿爾斯特（1502年8月14日—1550年12月6日）是一位佛萊芒藝術家和作家，精通繪畫、彫刻、建築、版刻和彩色玻璃、地毯的製作。其作品主要為基督教題材。他是16世紀歐洲較著名的藝術家之一，活躍于安特衛普和布魯塞爾兩地，也是查理五世的御用畫師。他将许多古罗马和当代意大利艺术家的著作翻译成荷兰语、法语和德语出版，推动了北方文艺复兴的发展。